# إستر فيرير
إستر فيرير (بالإسبانية: Esther Ferrer)‏ (و. 1937  م) هي فنانة إسبانية، ولدت في سان سيباستيان.